# Rufus (Street Fighter)
Rufus (ルーファス Rufasu?) es un personaje ficticio que aparece en la saga de videojuegos de lucha Street Fighter de Capcom. Diseñado por Daigo Ikeno para el equipo de desarrollo de Capcom, Rufus debutó en la versión arcade de Street Fighter IV, apareciendo luego en medios relacionados al juego.
Rufus es uno de los personajes más estrambóticos de la saga. Un artista marcial de aspecto grande y con sobrepeso, se autodefine como uno de los mejores luchadores de los Estados Unidos, aunque realmente no es así. Posee una fuerte rivalidad con Ken, aunque este lo ignora por completo. En su afan por demostrar que es superior a Ken, Rufus se enfrasca en numerosas peleas callejeras, acabando vapuleado en más de una ocasión (se cree invencible). En la escena final del videojuego Street Fighter IV, se da a entender que Rufus no consigue derrotar a Ken, por lo que su rivalidad con el veterano luchador callejero se incrementa. 
El personaje es interpretado por Wataru Hatano en japonés y Christopher Corey Smith en inglés.
Desde la introducción de Rufus, el personaje ha recibido una recepción mayoritariamente positiva. Aunque se han hecho algunas críticas sobre el diseño y la estética del personaje, la mayoría ha elogiado al personaje por superar las expectativas basándose únicamente en su apariencia.

## Concepción y desarrollo
Si bien los títulos anteriores de «Street Fighter» dependían casi exclusivamente del departamento de Investigación y Desarrollo de Capcom, el equipo de desarrollo permitió que otras ramas de la compañía aportaran ideas para el diseño de nuevos personajes, debido a la afluencia de peticiones de fans fuera de Japón. Rufus fue diseñado basándose en una investigación de mercado sobre qué tipo de personajes disfrutaría interpretar el público estadounidense. y fue uno de los varios personajes considerados para su inclusión durante el desarrollo del juego.
Diseñado por Daigo Ikeno, Inicialmente Rufus estaba planeado como un hombre afroamericano delgado y calvo llamado "King Cobra" que usara un "gi"  y que fuese una contraparte más acrobática de los personajes de la serie Ryu y Ken, con su voz interpretada por Wataru Hatano. Su estilo de lucha pretendía ser "breakung-fu", mezclando elementos de las artes marciales chinas con breakdancing, que percibían como una moda en Estados Unidos en aquel momento, e Ikeno desarrolló el concepto del personaje en torno a ello. Sin embargo, a mitad del proceso de grabación de las líneas del personaje, el director de arte Takashi Kamei propuso que el personaje tuviera sobrepeso, una idea con la que Ikeno estuvo de acuerdo. Como resultado, el diseño se modificó gradualmente por completo, volviéndose más obeso y convirtiéndose en un hombre blanco, rubio y de pelo largo, un diseño que Ikeno admitió posteriormente que, de hecho, fue apresurado. El cambio de apariencia sorprendió a muchos miembros del personal de Capcom, incluido Hatano, quien comentó: "Espera, ¿ese es mi personaje?" Este último diseño de Rufus se escogió en lugar del diseño inicial porque los desarrolladores creían que "asustaría a la gente". El productor ejecutivo de Street Fighter IV, Yoshinori Ono, comparó su inclusión con la de Blanka en Street Fighter II, señalando que el diseño "exagerado" de Rufus buscaba diferenciar el juego de los personajes "realmente geniales pero en última instancia insulsos" de Tekken y Virtua Fighter.
En una entrevista, Ono señaló que hicieron a Rufus intencionalmente ridículo, y agregó que podría ser llamado un "Dan Hibiki estadounidense" en términos de ser un personaje de broma en el plantel del juego. Más tarde, al describir a los nuevos personajes del juego, se refirió a Rufus como "bastante grotesco". Cuando se le preguntó sobre las comparaciones entre Rufus y Bob (Tekken), un personaje presentado por Namco para la serie Tekken por la misma época, Ono enfatizó que los personajes eran diferentes en muchos aspectos, y que mientras Bob representaba a un "gordo genial", Rufus representaba a un "gordo raro". Otros miembros del equipo de Capcom, incluido el entonces administrador de comunidad Seth Killian, han recibido al personaje con entusiasmo, señalando a Rufus como su nuevo personaje favorito de la serie.

El director de sonido de Street Fighter IV, Masayuki Endou, desarrolló el tema musical del personaje para el título con un "espíritu libre" en mente debido a la motocicleta y personalidad de Rufus, utilizando un baterista y una batería estadounidenses para partes del tema. Sintiendo que sería un enfoque interesante, las muestras de voz grabadas de Hatano se incorporarían a la música de fondo del personaje. El equipo de desarrollo estuvo de acuerdo, sintiendo que su voz le daba presencia al personaje y encajaba con la imagen general de Rufus.  

### Personalidad y diseño
Rufus es un mecánico estadounidense de un taller de reparación de motocicletas. Usando un estilo de lucha autodidacta al ver películas de artes marciales y dándole su propio toque a los ataques, Se cree guapo y el mejor artista marcial de Estados Unidos. Rufus se toma muy en serio este aspecto. hasta el punto de referirse a sí mismo como "Lord Rufus" y considerar a la gente grosera inferior a él. Capcom describe al personaje como alguien con una personalidad precipitada, propenso a sacar conclusiones precipitadas para lograr un objetivo y a sacrificar la precisión por la velocidad. Rufus tiende a hablar de forma prolija, como lo demuestran sus largas frases de victoria al final de las peleas. Su novia, Candy, lo acompaña porque la protegió de un camarero furioso al que ella intentó estafar y pagó la cuenta.
Rufus es representado como un hombre rubio, corpulento y muy obeso. Su cabeza es casi calva, con una larga coleta trenzada que sobresale de la parte superior y un bigote que se extiende por los lados de la boca hasta la barbilla. Su vestimenta consiste en un mono amarillo y negro sin mangas con hombreras, con los tirantes abiertos debido a su circunferencia, dejando al descubierto el centro del torso y el vello abdominal inferior. Su atuendo secundario es similar, cambiando el mono por uno azul oscuro y verde con mangas y cuello levantado, quitándose los guantes y cambiando su peinado por una coleta doble. Se consideraron otros diseños alternativos, pero fueron rechazados, entre los que se incluían una apariencia de imitador de Elvis y un atuendo de artista marcial. Rufus mide 1,96 m (6′ 5″) de alto y pesa 185 kilogramos (407,9 lb).
Para Super Street Fighter IV, se incluyó un tercer atuendo que evocaba al jiangshi chino. Este atuendo consistía en una túnica china larga, un sombrero negro con una coleta que sobresalía de la parte superior, pantalones a rayas amarillas y negras, y una tira de papel amarilla que representaba un amuleto sellador que se extendía desde la parte delantera del sombrero hasta su rostro. Los desarrolladores consideraron que el amuleto pudiera ser desprendido por los ataques del oponente y, como resultado, alterar sus patrones de ataque y poder; sin embargo, consideraron que esto complicaba demasiado al personaje y, en su lugar, abandonaron la idea. La productora asistente Natsuki Shiozawa citó el conjunto como uno de sus cinco favoritos en el juego, sintiendo que el diseño se adaptaba bien a su cuerpo.

## Apariciones
Introducido en el videojuego "Street Fighter IV" de 2008, Rufus está furioso porque el artista marcial Ken Masters es declarado el mejor luchador de Estados Unidos. Ante la sugerencia de su novia Candy de encontrar y derrotar a Ken para demostrar que es el mejor, Rufus declara a Ken su rival y se propone encontrarlo. Sin embargo, repetidamente confunde a otros luchadores con Ken, atacando a personas rubias o vestidas de forma similar, sin importar su género, y culpa a las identidades equivocadas de su creencia de que Ken está usando señuelos para retrasarlo, en particular, el personaje Abel. Finalmente se enfrenta a Ken, quien afirma que no sabe quién es Rufus, lo que lo enfurece aún más antes de que peleen. En la conclusión del juego, se muestra a Rufus empujando su motocicleta averiada cuesta arriba con Candy a bordo, usándola como entrenamiento y culpando a Ken por el problema. Su final se actualiza para su aparición en la primera actualización del juego, Super Street Fighter IV, donde después de reparar su motocicleta, a pedido de Candy para un clima más frío, se dirigen al Polo Norte.
En el juego de lucha crossover "Street Fighter X Tekken", después de regresar del Polo Norte, Rufus gana un torneo de artes marciales, pero se enoja porque su logro es ignorado a la luz de la reciente anomalía de Pandora en el Polo Sur. Sin embargo, el gran luchador ruso Zangief se da cuenta de su victoria y, encargado por el gobierno ruso de recuperar la anomalía, convence a Rufus para que lo ayude. Cuando llegan al Polo Sur, la anomalía se abre y los baña en luz, reduciendo sus cuerpos a una apariencia más elegante antes de desaparecer para su horror combinado. Al principio, Rufus teme que Candy no lo reconozca, pero ella aprueba su nuevo aspecto. Luego invita al deprimido Zangief a entrenar con él, renovando el espíritu del luchador.

### Jugabilidad
Rufus fue diseñado a propósito más rápido de lo que su apariencia indica y se le dio la capacidad de encadenar sus ataques con mayor facilidad para "[desafiar] las expectativas basadas en su apariencia" y para contrastar con otros personajes grandes en juegos de lucha. Durante el desarrollo de sus ataques, los desarrolladores idearon varias opciones para su estilo de combate, considerando diferentes maneras de combinarlo con su apariencia. Tras considerar su diseño, decidieron que sus movimientos fueran rápidos y se reforzaran con la inercia de su grasa corporal, acompañados de gritos y alaridos propios de un artista marcial.
El equipo de desarrollo ha comparado la jugabilidad de Rufus con los estilos de lucha de los personajes de "Street Fighter III" Yun y Yang, especialmente en lo que respecta a su ataque de patada en picado y su énfasis en la movilidad al atacar. Otros ataques se diseñaron para contrarrestar las ofensivas enemigas, como el "Galactic Tornado", que destruye los proyectiles enemigos mientras acerca al oponente a Rufus para un golpe final. Su Ultra Combo, Space Opera Symphony, es una descarga de ataques que requiere mucha proximidad al oponente, asestando varios golpes y terminando en una explosión final hacia arriba. En Super Street Fighter IV, se agregó un segundo Ultra Combo llamado "Big Bang Typhoon", que consiste en Rufus girando su cuerpo con los brazos hacia afuera de una manera inspirada en un tornado. El ataque fue diseñado para tener un alcance engañoso, pero un largo período de inicio. Esto, a su vez, le causó problemas al equipo de desarrollo y requirió mucho ensayo y error para equilibrar el personaje.

### En otros medios
En la prensa escrita, Rufus aparece en la serie de cómics Street Fighter de UDON Entertainment. Apareciendo por primera vez en su cómic Street Fighter II Turbo en febrero de 2009, Rufus odia a Ken por ser nombrado el mejor luchador de Estados Unidos, así como por la atención mediática que recibe, sintiendo que Ken no se esforzó para lograrlo. Llevando a Candy con él, Rufus se propone encontrar y derrotar a Ken al final de la historia. Posteriormente, en el segundo número del cómic "Street Fighter IV" de UDON, Rufus intenta encontrarlo a través de su amiga Sakura Kasugano, derrotando a Dan Hibiki en el proceso, pero él mismo es derrotado después.
En el cómic crossover "Street Fighter X G.I. Joe" de IDW Comics, Rufus aparece como uno de los participantes en un torneo organizado por los villanos de la serie M. Bison y Destro, siendo el torneo en sí una estratagema para potenciar el "impulso psicológico" del primero con la energía de los luchadores. Al llegar a las semifinales, Rufus es derrotado por la ninja Jinx, y después se revela que todo el torneo fue manipulado por los otros luchadores para que ella pudiera pasar a la final y derrotar a Bison. Rufus, furioso y sintiéndose burlado, exige un combate para determinar al ganador del tercer puesto, pero es rápidamente noqueado, mientras que su impulso psíquico se daña y comienza a perder energía. Casi acepta su derrota antes de ver a Candy coquetear con otro hombre, y enfurecido de nuevo, absorbe la energía perdida para convertirse en "Psycho Rufus", una enorme versión desnuda de sí mismo capaz de vomitar la energía residual como clones hostiles temporales de varios personajes de "Street Fighter" y "G.I. Joe". Los luchadores unen fuerzas para derrotarlo y recupera la normalidad, tomándose la derrota con calma con Candy a su lado.

## Promoción y recepción
Para promocionar «Street Fighter IV» y sus personajes, se incluyen ilustraciones de Rufus, incluyendo sprites dibujados a mano del personaje, en los temas de Xbox Live. Los restaurantes Wan Zhu Ji y Benitora Gyoza Bo en todo el mundo ofrecieron cuatro comidas temáticas de Street Fighter IV, que incluían un estofado nimono de carne que lleva el nombre del personaje. En eventos organizados, Capcom distribuyó una serie limitada de tarjetas de «Street Fighter IV» para promocionar el título arcade, una de las cuales presenta a Rufus en posición de combate. El fabricante de juguetes NECA consideró hacer una figura de acción del personaje, sin embargo, debido al diseño del personaje no pudieron hacer que la figura compartiera elementos de otras figuras para mantener bajos los costos. El gerente general de desarrollo de productos, Randy Falk, afirmó: "Era demasiado grande y redondo".
Rufus ha recibido una acogida entre mixta y positiva desde su debut. La guionista de cómics Aubrey Sitterson lo describió como uno de sus personajes favoritos de toda la franquicia, debido a "su narcisismo insufrible, su mono homenaje a Bruce Lee y sus... cuestionables técnicas de artes marciales autodidactas". IGN describió a Rufus como uno de los personajes nuevos más interesantes introducidos en Street Fighter IV, debido a la "yuxtaposición entre su tamaño cómico y su impresionante velocidad" y agregó que su conjunto de ataques "muestra que si puedes superar el exterior cómico de Rufus, un luchador capaz se esconde dentro". GameTrailers elogió al personaje y señaló que "definitivamente ofrecía algo diferente", añadiendo: "Quizás no esperabas que la física de movimiento más obvia de un juego se aplicara a un personaje masculino". Brian Bowers, de Stars and Stripes (periódico), lo describió como uno de sus favoritos y destacó el nivel de detalle de las animaciones y movimientos de Rufus. "Su grasa ondula mientras balancea su inmensa masa de un lado a otro, arriba y abajo, en una exhibición de poder que desafía la gravedad. Es extrañamente impresionante", y elogió al personaje como una señal de que Street Fighter IV no se tomaba demasiado en serio. Den of Geek lo describió como una "delicia odiosa", añadiendo que el personaje no alcanzó su máximo esplendor hasta Street Fighter x Tekken debido a su amistad con Zangief, calificando su final en el juego de "sorprendentemente inspirador (si llegas a la narración post-créditos)".
Por el contrario, Doug Buel de The Tampa Tribune consideró a Rufus un personaje del que el juego podría haber prescindido, describiéndolo como "un luchador desagradable, con sobrepeso y una gran boca", y además citó al personaje como la peor característica del juego. GameSpot lo describió como "un poco ridículo", aunque señaló que su velocidad era "engañosa". Un crítico de New Straits Times consideró que, si bien el personaje destacaba entre los recién llegados, su juego era demasiado "apático". Jeff Gerstmann, de Giant Bomb, señaló que el personaje estaba "un poco fuera de lugar" con el resto del reparto, describiéndolo como una "gran panza con apéndices", aunque añadió que Rufus era viable como personaje jugable. Paul Disalvo de Game Rant nombró a Rufus como uno de los peores diseños de personajes en los juegos de lucha, describiéndolo como "increíblemente poco favorecedor" y "una alternativa mucho peor al personaje de Bob de Tekken", e incluso comparó el diseño de Bob con simplista y entrañable, mientras que el de Rufus era "descaradamente repulsivo". Comic Book Resources se quejó de que su naturaleza hiperverbal y su recurrente chiste de confundir a los demás con Ken tendían a volverse molestos rápidamente, y añadió que, si bien su aparición en un futuro título de Street Fighter podría considerarse una muestra de positividad corporal, su apariencia es más bien una broma y está diseñada deliberadamente para parecer casi grotesca a los jugadores.

### En estudios académicos
Damian Asling, en un artículo titulado «Japanese Culture – Journey to the West» (Cultura Japonesa: Viaje al Oeste), describió a Rufus como un ejemplo de «heta-uma», señalando que si bien «puede parecer grotesco y feo, el trabajo de diseño detrás de su producción es evidente en el producto final, y que su estilo de juego se caracteriza por la gracia y la fuerza», siguiendo la misma dicotomía que el personaje más tradicional Ryu, a pesar de su presentación diferente. En el libro «The Play Versus Story Divide in Game Studies», Nicholas Ware sugirió que Rufus fue diseñado para jugar contra el estereotipo visual de un personaje pesado y lento en un juego de lucha. A diferencia de personajes con diseños similares, sus ataques eran «rápidos, impactaban múltiples veces y se basaban en controlar la distancia entre él y el otro jugador, no en acortarla». Añadió que, para un personaje concebido para ser cómico, la yuxtaposición apoyaba este aspecto. En otro artículo, Nicholas añadió que Rufus era "la excepción a la regla" de que la apariencia de un personaje se correlacionara con el estilo de lucha, y que era la oportunidad de Capcom de ofrecer algo inesperado a su público.
Descrito como un concepto basado en la idea de "¿no sería un Bruce Lee gordo gracioso y asqueroso?", Todd Harper, en un artículo para el Journal of Electronic Gaming and Esports, citó a Rufus como ejemplo de la prevalencia de los personajes con sobrepeso en los videojuegos de lucha. Criticando duramente el diseño del personaje, calificándolo de "extraño y exagerado", argumentó que representaba una broma a costa de la gente gorda, utilizando un lenguaje visual y cultural que suele asociarse con personajes con sobrepeso en los medios para divertir a quienes no lo tienen. Al mismo tiempo, reconocieron que Rufus también se presentaba como un luchador competente, señalando que hay muy pocos personajes, incluso en el género de los videojuegos de lucha, que se muevan como Rufus y que su técnica de combate tenía cierto aire de espectáculo amateur. Si bien esperaban ver mejores personajes, Harper también cuestionó cuánto del estereotipo podría separarse del personaje de Rufus para convertirlo en una "buena representación", y afirmó que, en comparación con personajes similares en otros juegos, presentaba un enfoque complejo del tema y ofrecía "el potencial de una lectura resistente", pero no "rechazaba activamente ni intentaba excluir los tropos involucrados".